# 拓跋翰 (代)
拓跋 翰（たくばつ かん、生年不詳 - 347年）は、代の王族。秦明王。

## 経歴
代王拓跋什翼犍の三男として生まれた。15歳のとき、騎兵を率いて征討にあたることを願い出て、拓跋什翼犍はその意気を買って2000騎を率いさせた。軍令は厳しく行き届き、たびたび戦勝を挙げた。北魏の道武帝が即位すると、秦王の位を追贈され、諡は明といった。

## 子女
- 拓跋儀
- 拓跋烈（陰平王）
- 拓跋觚

## 伝記資料
- 『魏書』巻15 列伝第3
- 『北史』巻15 列伝第3